# 青島リゾートこどものくに
青島リゾートこどものくに（あおしまリゾートこどものくに）は、宮崎県宮崎市青島にある宮崎交通の観光施設である。
1939年3月21日に開業し、毎年春に開催の「宮崎フラワーフェスタ」の会場になったこともある宮崎県を代表する観光施設のひとつで、かつては「急流すべり」やジェットコースターなどの大型の遊具が設けられていたが「安全管理のための投資が難しい」などの理由で2007年に撤去され、その後、2011年12月にパークゴルフ場「宮崎市青島パークゴルフ場」が、2024年7月にはオートキャンプが利用可能なキャンプ場がそれぞれオープンした。